# Sanilhac (Ardèche)
Sanilhac  ist eine französische Gemeinde im Département Ardèche in der Region Auvergne-Rhône-Alpes mit 444 Einwohnern (Stand 1. Januar 2022). 

## Bevölkerungsentwicklung
| Jahr                       | 1962 | 1968 | 1975 | 1982 | 1990 | 1999 | 2007 | 2016 |
| Einwohner                  | 314  | 277  | 243  | 291  | 343  | 346  | 378  | 448  |
| Quellen: Cassini und INSEE |      |      |      |      |      |      |      |      |

## Sehenswürdigkeiten
- Tour de Brison, Turm von Brison um 1990 restauriert
- Château de Brison, Schloss von Brison aus dem 18. Jahrhundert
- Château de Versas, das Schloss  steht seit 1927 unter Denkmalschutz.[1]

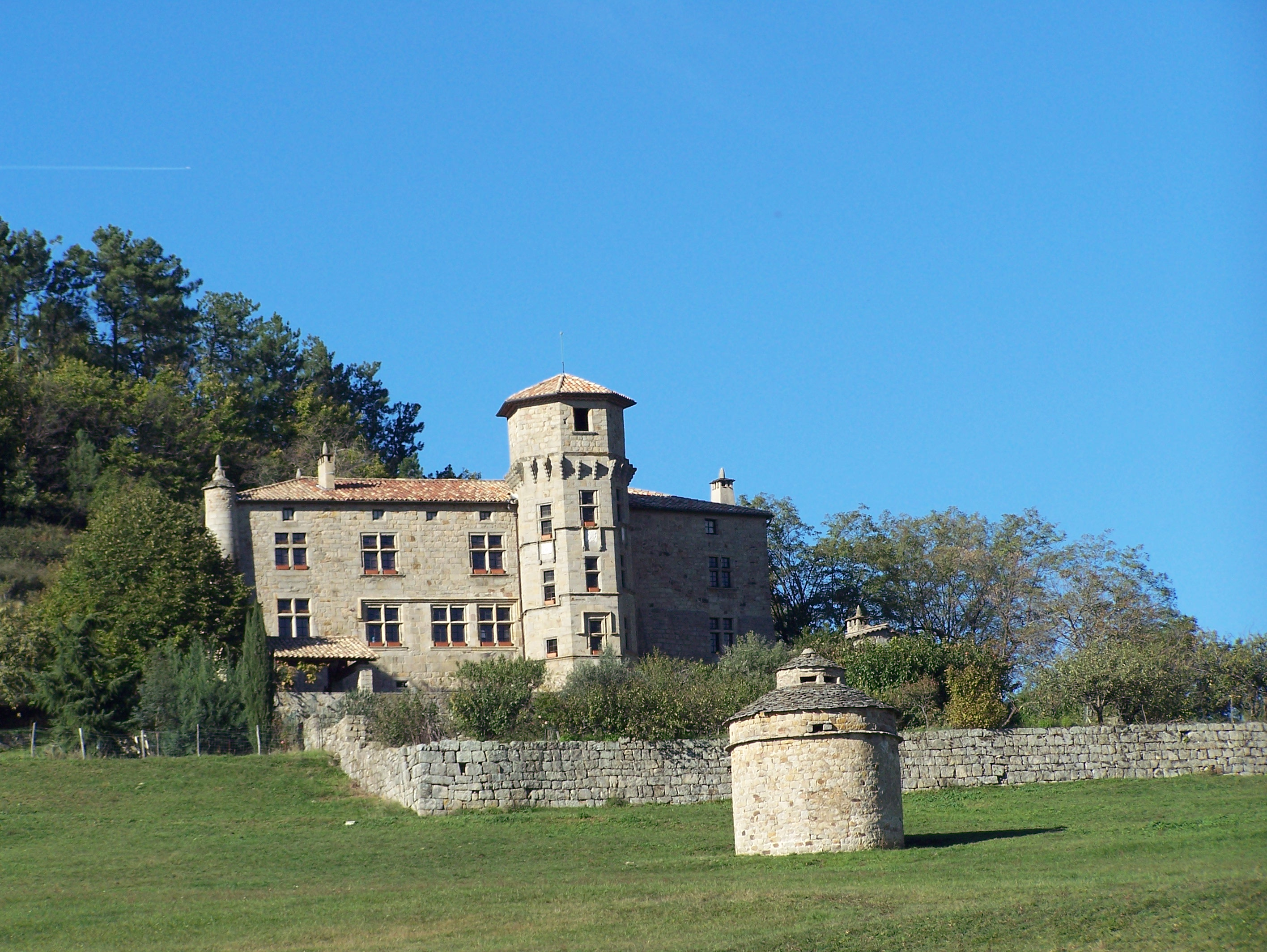
Château de Versas